# Phrynocrinidae
Phrynocrinidae — родина морських лілій ряду Comatulida.

## Класифікація
Родина містить 4 види у двох родах:
- рід Phrynocrinus AH Clark, 1907
  - Phrynocrinus nudus AH Clark, 1907
- рід Porphyrocrinus Gislén, 1925
  - Porphyrocrinus incrassatus (Gislén, 1933)
  - Porphyrocrinus thalassae Roux, 1977
  - Porphyrocrinus verrucosus Gislén, 1925